# Ima Hogg
Ima Hogg (10 juillet 1882 – 19 août 1975) que l'on nommait également The First Lady of Texas, est une philanthrope américaine, collectionneuse et protectrice des arts ; elle fut l'une des femmes les plus respectées du Texas au XXe siècle.
Hogg fut une collectionneuse d'art passionnée et possédait des œuvres de Picasso, Klee et Matisse, parmi d'autres, ainsi que des antiquités américaines. Elle fit don de centaines d'œuvres d'art au Musée des beaux-arts de Houston et fit partie de plusieurs commissions, dont celle chargée du projet du Kennedy Center de Washington DC et celle chargée de sélectionner du mobilier historique destiné à la Maison-Blanche. Elle restaura et meubla plusieurs demeures historiques, comme la Varner plantation et la Bayou Bend, qu'elle offrit ensuite aux institutions artistiques et historiques du Texas, qui sont aujourd'hui chargées de la conservation des bâtiments et de leurs collections. Ima Hogg se vit décerner nombre de récompenses et d'honneurs, dont le Louise E. du Pont Crowninshield Award par le National Trust for Historic Preservation, le Santa Rita Award par l'Université du Texas et un doctorat honoris causa en beaux-arts de la Southwestern University. 
Ima Hogg était la fille de Sarah Ann Sallie Stinson et de Jim Hogg, qui devint par la suite procureur général puis gouverneur du Texas. Son prénom, Ima, est tiré de The Fate of Marvin, un poème épique écrit par son oncle Thomas Elisha Hogg (1842-1880) pendant la Guerre de Sécession. Elle tentait de cacher ce prénom inhabituel en signant de manière illisible ou en ne faisant imprimer sur son papier à entête que « I. Hogg » ou « Miss Hogg ». Bien qu'on prétendit qu'elle avait une sœur prénommée « Ura », elle n'avait en fait que des frères. Le père d'Ima Hogg termina son mandat de gouverneur en 1895 et peu après, les médecins diagnostiquèrent une tuberculose chez sa mère qui mourut quelque temps après. Jim Hogg demanda alors à sa sœur, une veuve, de s'installer chez lui à Austin pour s'occuper des enfants. Entre 1899 et 1901, Ima Hogg fréquenta l'Université du Texas à Austin, puis elle partit à New York pour étudier le piano et la composition pendants deux années. Après la mort de son père en 1906, elle visita l'Europe et y étudia la musique pendant deux ans sous la direction de Xaver Scharwenka à Vienne. Lorsqu'elle revint au Texas, elle fonda et dirigea le Houston Symphony Orchestra et devint présidente de la Symphony Society. 
La découverte de pétrole dans la plantation familiale rendit Ima Hogg très riche. Elle utilisa une bonne partie de sa fortune pour le bien-être des habitants du Texas. En 1929, elle fonda le Houston Child Guidance Center, qui fournit des conseils aux enfants inadaptés et à leurs familles. Selon les dernières volontés de son frère, elle créa la Hogg Foundation for Mental Health de l'Université du Texas à Austin en 1940. Ima Hogg présenta sa candidature au Houston School Board en 1943, où elle œuvra ensuite à l'abolition des critères de race et de sexe en matière salariale et pour l'établissement de programmes d'éducations artistiques pour les étudiants noirs. Ima Hogg ne se maria jamais et mourut en 1975. La Ima Hogg Foundation fut son principal légataire et poursuit aujourd'hui son œuvre philanthropique. Plusieurs récompenses, portant son nom, sont aujourd'hui remises chaque année, honorant ses efforts pour la préservation de l'héritage culturel du Texas.

## Source
- Louise Kosches Iscoe Ima Hogg, First Lady of Texas: Reminiscences and Recollections of Family and Friends Austin, Texas, Hogg Foundation for Mental Health, 1976.
- The New York Times, « Texas's Ima Hogg, Philanthropist », Associated Press